# Marathon de Beyrouth
Le Marathon de Beyrouth est une course de marathon se déroulant tous les ans en automne (généralement en novembre), dans les rues de Beyrouth, au Liban. Créée en 2003 par May El-Khalil, l'épreuve fait partie en 2014 du circuit international des IAAF Road Race Label Events, dans la catégorie des « Labels de bronze ».

## Histoire

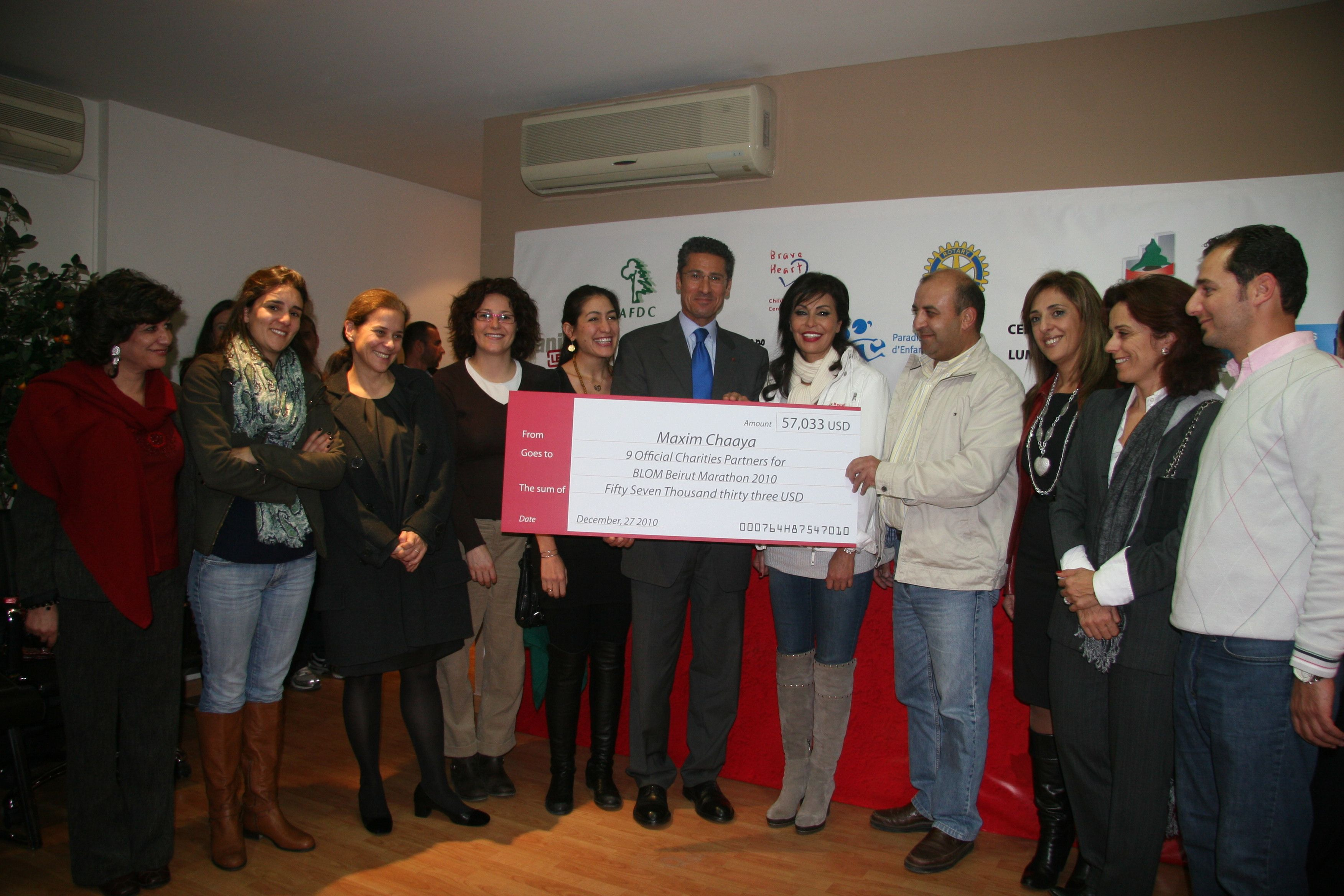
L'organisateur de l'épreuve, May El-Khalil, recevant un chèque en 2010.

La première édition a lieu le 19 octobre 2003. Le Kényan Paul Rugut s'impose en 2 h 17 min 4 s chez les hommes tandis que la Kényane Jackline Torori s'impose en 2 h 42 min 29 s.

## Palmarès
Record de l'épreuve
| N°  | Année | Hommes                                        | Hommes                                        | Hommes                                        | Femmes                                        | Femmes                                        | Femmes                                        |
| N°  | Année | Athlète                                       | Pays                                          | Temps                                         | Athlète                                       | Pays                                          | Temps                                         |
| --- | ----- | --------------------------------------------- | --------------------------------------------- | --------------------------------------------- | --------------------------------------------- | --------------------------------------------- | --------------------------------------------- |
| 1re | 2003  | Paul Rugut                                    | Kenya                                         | 2 h 17 min 04 s                               | Jackline Torori                               | Kenya                                         | 2 h 42 min 29 s                               |
| 2e  | 2004  | Eshetu Bekele                                 | Éthiopie                                      | 2 h 17 min 31 s                               | Anastasia Ndereba                             | Kenya                                         | 2 h 36 min 46 s                               |
| 3e  | 2005  | Francis Kamau                                 | Kenya                                         | 2 h 19 min 20 s                               | Jane Omoro                                    | Kenya                                         | 2 h 42 min 19 s                               |
| 4e  | 2006  | Moses Kemboi                                  | Kenya                                         | 2 h 17 min 28 s                               | Eunice Korir                                  | Kenya                                         | 2 h 49 min 25 s                               |
| 5e  | 2007  | Tamrat Elanso                                 | Éthiopie                                      | 2 h 19 min 46 s                               | Beyene Adenech                                | Éthiopie                                      | 2 h 41 min 24 s                               |
| 6e  | 2008  | Alemayehu Shumye                              | Éthiopie                                      | 2 h 12 min 47 s                               | Alemtsehay Hailu                              | Éthiopie                                      | 2 h 37 min 20 s                               |
| 7e  | 2009  | Mohammed Temam                                | Éthiopie                                      | 2 h 16 min 12 s                               | Mihret Tadesse                                | Éthiopie                                      | 2 h 42 min 41 s                               |
| 8e  | 2010  | Mohammed Temam                                | Éthiopie                                      | 2 h 16 min 43 s                               | Etaferehu Tarekegn                            | Éthiopie                                      | 2 h 41 min 15 s                               |
| 9e  | 2011  | Tariku Jufar                                  | Éthiopie                                      | 2 h 11 min 14 s                               | Seada Kedir                                   | Éthiopie                                      | 2 h 31 min 38 s                               |
| 10e | 2012  | Kedir Fekadu                                  | Éthiopie                                      | 2 h 12 min 57 s                               | Seada Kedir                                   | Éthiopie                                      | 2 h 35 min 08 s                               |
| 11e | 2013  | William Kipsang                               | Kenya                                         | 2 h 13 min 34 s                               | Rehima Kedir                                  | Éthiopie                                      | 2 h 36 min 47 s                               |
| 12e | 2014  | Fikadu Girma                                  | Éthiopie                                      | 2 h 12 min 26 s                               | Mulahabt Tsega                                | Éthiopie                                      | 2 h 29 min 15 s                               |
| 13e | 2015  | Jackson Limo                                  | Kenya                                         | 2 h 11 min 04 s                               | Kaltoum Bouaasayriya                          | Maroc                                         | 2 h 36 min 05 s                               |
| 14e | 2016  | Edwin Kiptoo                                  | Kenya                                         | 2 h 13 min 19 s                               | Tigist Girma                                  | Éthiopie                                      | 2 h 32 min 48 s                               |
| 15e | 2017  | Dominic Ruto                                  | Kenya                                         | 2 h 10 min 42 s                               | Eunice Chumba                                 | Bahreïn                                       | 2 h 28 min 38 s                               |
| 16e | 2018  | Mohamed El Aaraby                             | Maroc                                         | 2 h 10 min 41 s                               | Medina Armino                                 | Éthiopie                                      | 2 h 29 min 31 s                               |
| —   | 2019  | Annulé en raison de manifestations nationales | Annulé en raison de manifestations nationales | Annulé en raison de manifestations nationales | Annulé en raison de manifestations nationales | Annulé en raison de manifestations nationales | Annulé en raison de manifestations nationales |
| —   | 2020  | Annulé en raison de la pandémie de Covid-19   | Annulé en raison de la pandémie de Covid-19   | Annulé en raison de la pandémie de Covid-19   | Annulé en raison de la pandémie de Covid-19   | Annulé en raison de la pandémie de Covid-19   | Annulé en raison de la pandémie de Covid-19   |
| 17e | 2021  | Tony Hanna                                    | Liban                                         | 2 h 33 min 03 s                               | Chirine Njeim                                 | Liban                                         | 3 h 00 min 18 s                               |
| 18e | 2022  | Mitku Dekeba                                  | Éthiopie                                      | 2 h 14 min 21 s                               | Mulugojam Ambi                                | Éthiopie                                      | 2 h 28 min 57 s                               |
| 19e | 2023  | Gaddisa Dekeba                                | Éthiopie                                      | 2 h 10 min 34 s                               | Mulugojam Ambi                                | Éthiopie                                      | 2 h 27 min 48 s                               |
| 20e | 2024  |                                               |                                               |                                               |                                               |                                               |                                               |